# Jan Salter
Jan Salter est la fondatrice du Kathmandu Animal Treatment Center (KAT Center), une organisation caritative qui travaille à soigner durablement les chiens de rue et à éliminer la rage à Katmandou, au Népal. Elle est également une artiste reconnue pour ses portraits de personnes du Népal.

## Jeunesse
Jan Salter est née à Southampton, en Angleterre, en 1936. Au cours de sa jeunesse, elle a beaucoup voyagé à travers le monde, prenant souvent des emplois de coiffeuse dans les pays qu'elle visitait. Cette profession lui a donné l'opportunité de gagner un revenu pour subvenir à ses besoins durant ses voyages.
Elle s'est rendue pour la première fois au Népal en 1967 en tant que touriste. Elle a été embauchée comme coiffeuse au Royal Hotel de Boris Lisanevich, l'un des premiers hôtels internationaux du pays. Elle a continué à voyager dans le monde entier mais aucun autre pays ne l'intéressait autant que le Népal. En 1975, elle est retournée à Katmandou, la capitale du Népal, où elle a vécu jusqu'en 2016.
À cette époque, Jan Salter a commencé à réaliser des dessins au crayon de personnes népalaises. Elle a connu une carrière réussie en tant qu'artiste avec de nombreuses expositions de son travail et est toujours largement respectée au Népal et à l'étranger pour ses représentations des nombreuses ethnies du pays. Au fil des ans, elle a aidé et s'est liée d'amitié avec de nombreuses personnes, dont Jane Wilson-Howarth (en) et figure dans ses mémoires de voyage.

## Visages du Népal
Jan Salter a collaboré avec le chercheur et auteur Dr Harka Gurung (en) sur un livre intitulé Faces of Nepal. L'ouvrage est une étude ethnographique unique des différents groupes ethniques du Népal, qui combine les écrits de Gurung sur chaque ethnicité avec les dessins de Salter et les peintures de membres des groupes. Le livre a été publié en 1996 et a été très bien accueilli par la critique.
En 1997, Jan Salter a été décorée du prix "Gorkha Dakshin Bahu" par le roi népalais de l'époque, Birendra Bir Bikram Shah Dev. Elle a travaillé avec l'organisation Maiti Nepal, qui sauve les filles népalaises qui ont été victimes de traite d'êtres humains et vendues à des fins de prostitution.  

## Centre de traitement des animaux de Katmandou
Mme Salter a engagé les économies financières de sa vie dans la construction et le démarrage du Kathmandu Animal Treatment Center (KAT Center), la première organisation au Népal travaillant à améliorer la qualité de vie des chiens. Le Centre KAT a été enregistré auprès du gouvernement népalais en tant qu'organisation caritative en 2003 et a ouvert ses portes le 9 mai 2004. Elle continue d'être la plus grande organisation de protection des animaux de compagnie au Népal.
Jan Salter savait que pour avoir un impact durable, elle devait transformer les attitudes des gens à l'égard des chiens de leur ville. Par conséquent, les soins aux animaux du KAT Center sont complétés par un programme d'éducation. KAT enseigne aux enfants et aux adultes la compassion pour les animaux, le bien-être des chiens des rues, la propriété responsable des animaux et la sensibilisation à la rage. L'approche de Salter a produit une transformation visible dans la ville de Katmandou, dans le nombre de chiens errants, leur santé et l'attitude des gens à leur égard. Mme Salter continue de diriger le centre de traitement des animaux de Katmandou. En tant que personnalité publique du Centre KAT, Mme Salter a mené une grande partie de la collecte de fonds et des relations avec les donateurs de l'organisation.
En 2010, Jan Salter a reçu le prestigieux "Extraordinary Commitment and Achievement Award" présenté par Humane Society International, et dans la UK New Years Honors List pour 2013, elle a reçu un MBE de la reine Élisabeth II pour ses services au bien-être animal au Népal.
Jan Salter est morte à Lyme Regis le 29 avril 2018.